# Supercopa Turca de Voleibol Feminino de 2015
A Supercopa Turca de Voleibol Feminino de 2015 foi a sétima edição desta competição organizada pela  FTV. Participaram do torneio duas equipes, os campeões da Liga A Turca e da Copa da Turquia.

## Sistema de disputa
O Campeonato foi disputado em um jogo único.

## Equipes participantes
Equipes que disputaram a Supercopa de Voleibol de 2015:
| Equipe        | Cidade   | Qualificação                                                 | Última participação                          |
| ------------- | -------- | ------------------------------------------------------------ | -------------------------------------------- |
| Fenerbahçe SK | Istambul | Campeão da Liga A Turca 2014-15 e da Copa da Turquia 2014-15 | Supercopa Turca de Voleibol Feminino de 2014 |
| VakıfBank SK  | Istambul | Vice-campeão da Copa da Turquia 2014-15                      | Supercopa Turca de Voleibol Feminino de 2014 |

## Resultado
| 14 de outubro de 2015 17:30 Relatório | Fenerbahçe SK  | 3 — 2                         | VakıfBank SK | TVF Başkent Voleybol Salonu,Ankara Público: 5 000 Árbitro(s): TUR Onur Hoşnut TUR Ersin Altıparmak |
| 14 de outubro de 2015 17:30 Relatório | 25 19 17 25 15 | Set 1 Set 2 Set 3 Set 4 Set 5 | 20 25 14 8   | TVF Başkent Voleybol Salonu,Ankara Público: 5 000 Árbitro(s): TUR Onur Hoşnut TUR Ersin Altıparmak |

## Premiações
| Supercopa Masculina de 2015       |
| Turquia                           |
| --------------------------------- |
| Fenerbahçe SK Campeão (3º título) |